# Смілка поникла
Смілка поникла (Silene nutans) — вид квіткових рослин родини гвоздичні (Caryophyllaceae).

## Біоморфологічна характеристика
Багаторічна трав'яниста рослина 20–80 см заввишки. Стебла прості або не дуже гіллясті, пухнасті, зверху залозисті й малолистяні. Прикореневі листки в розетці, лапчасті, стеблові — ланцетні і навіть лінійні; листки запушені. Суцвіття — довга однобока негусто але багатоквіта китиця. Квітки актиноморфні, пониклі, закриті вдень, розкриваються ввечері й пахнуть вночі. Пелюсток 5, кремово-білі або червонуваті, завдовжки 15–25 мм, глибоко 2-лопатеві. Чашечка зрощена, вузька, 5-лопатева, 7–15 мм завдовжки, з червонуватими жилками, волосисто-залозиста. Тичинок 10. Цвіте з травня по серпень. Плід — жовтувата овально-конічна коробочка 7–15 мм завдовжки, відкрита з 6 зубцями. Насіння від ниркоподібного до округлого, пласке, бічні грані від увігнутих до опуклих, рідше плоскі, 0.8–1 x 1.1–1.4 мм; поверхня без блиску, вкрита конічними сосочками, край колючий, інтенсивного сірого кольору, сосочки чорні. 2n = 24.

## Поширення
Поширена в лісовій і лісостеповій зонах Західної та Східної Європи та Сибіру. Росте в березових і соснових лісах, на узліссях, луках.

## Використання
Всі частини рослини містять сапоніни.
У народній медицині настій або відвар трави застосовують при розладі нервової системи, як заспокійливе, знеболювальне і як антитоксичний засіб.

## Галерея

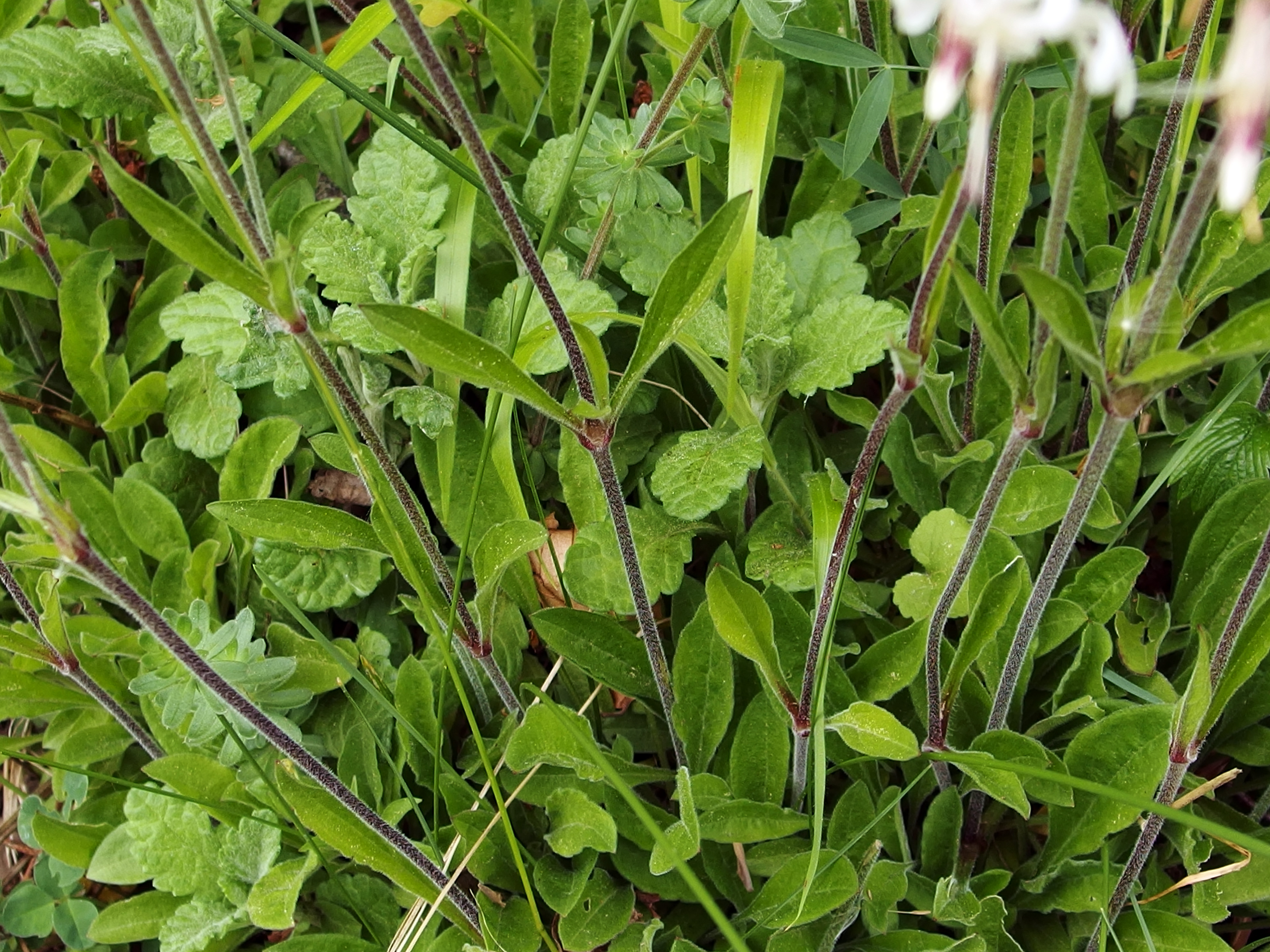
Стебла й листки
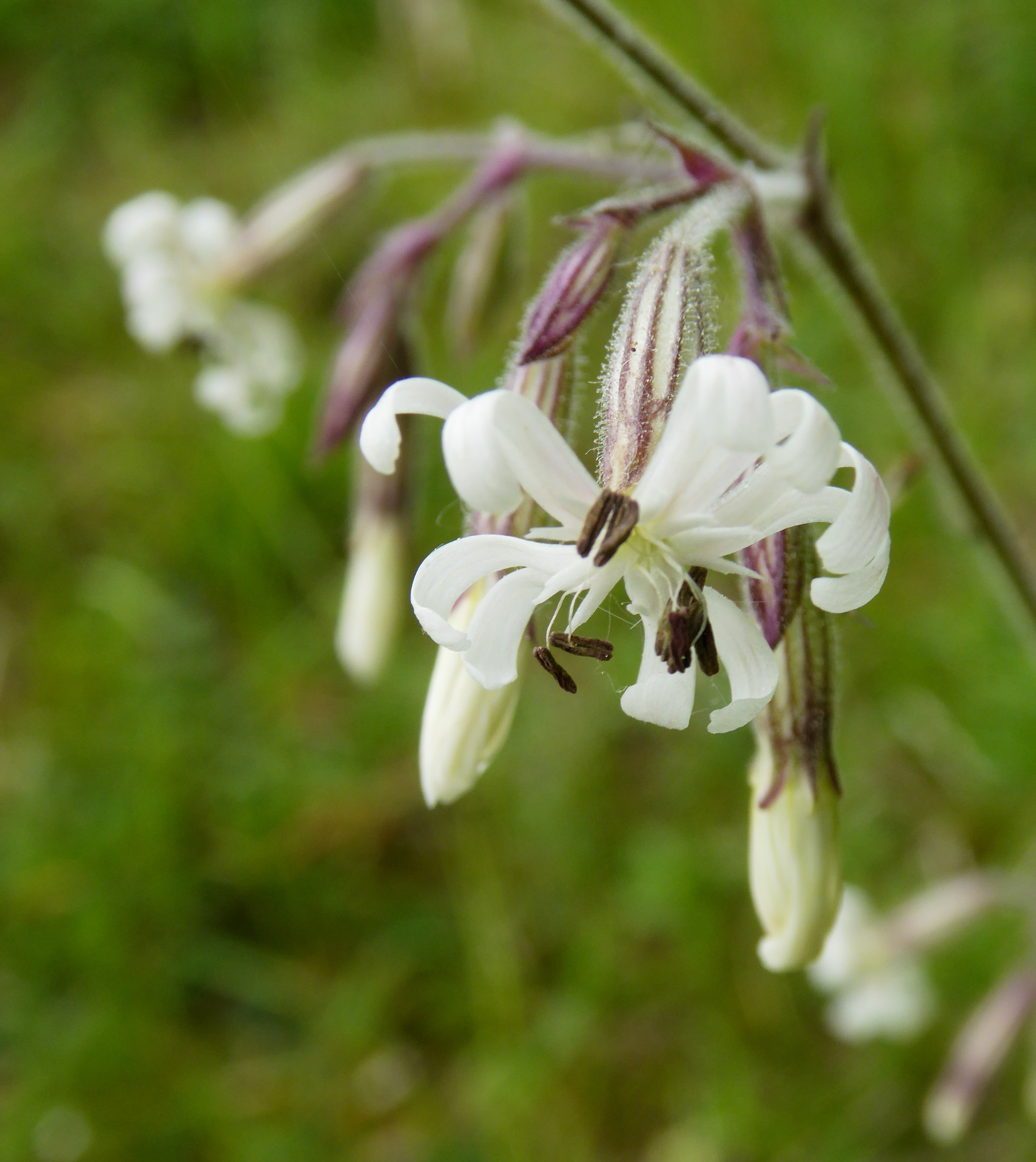
Квіти
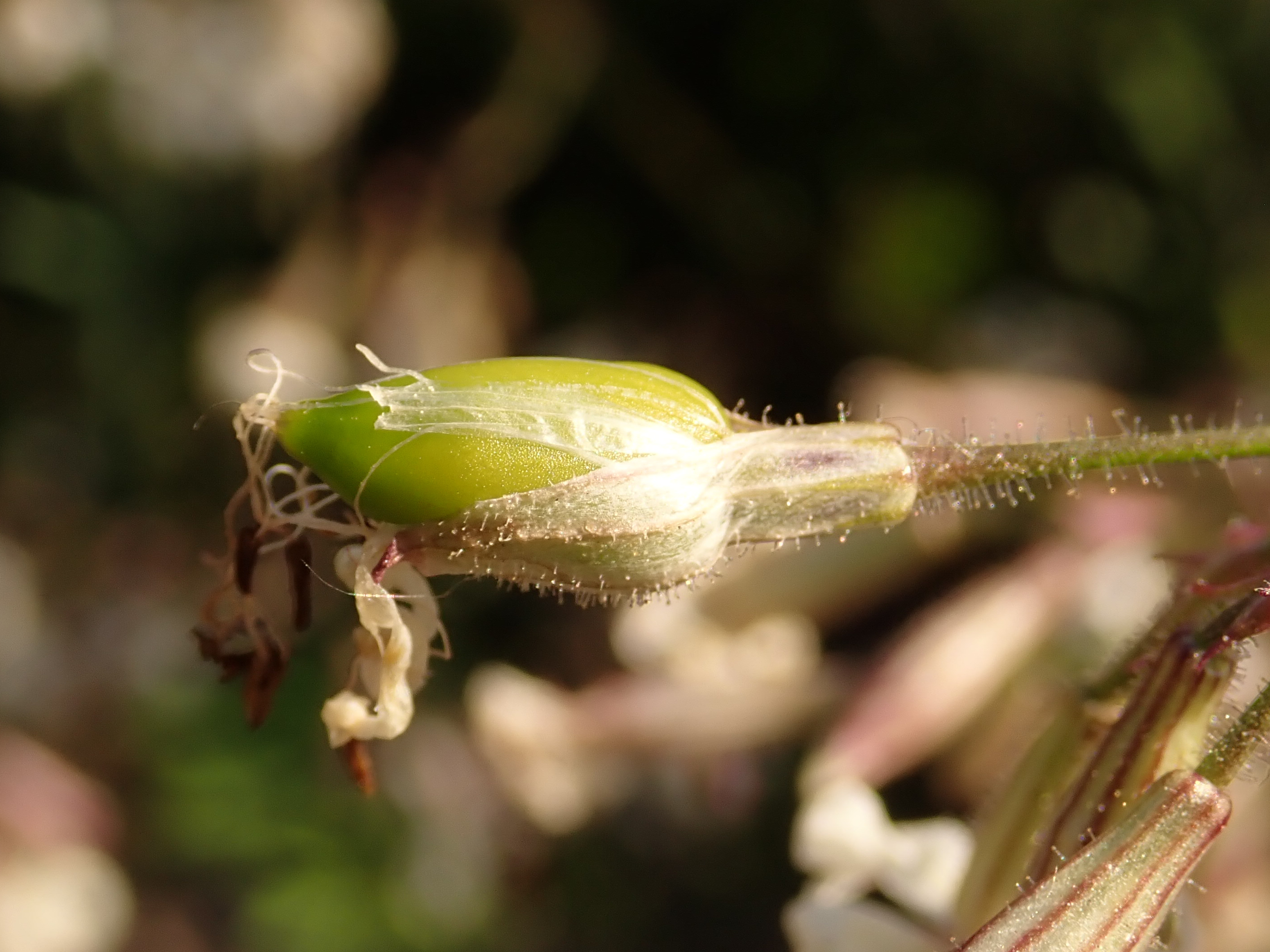
Плід
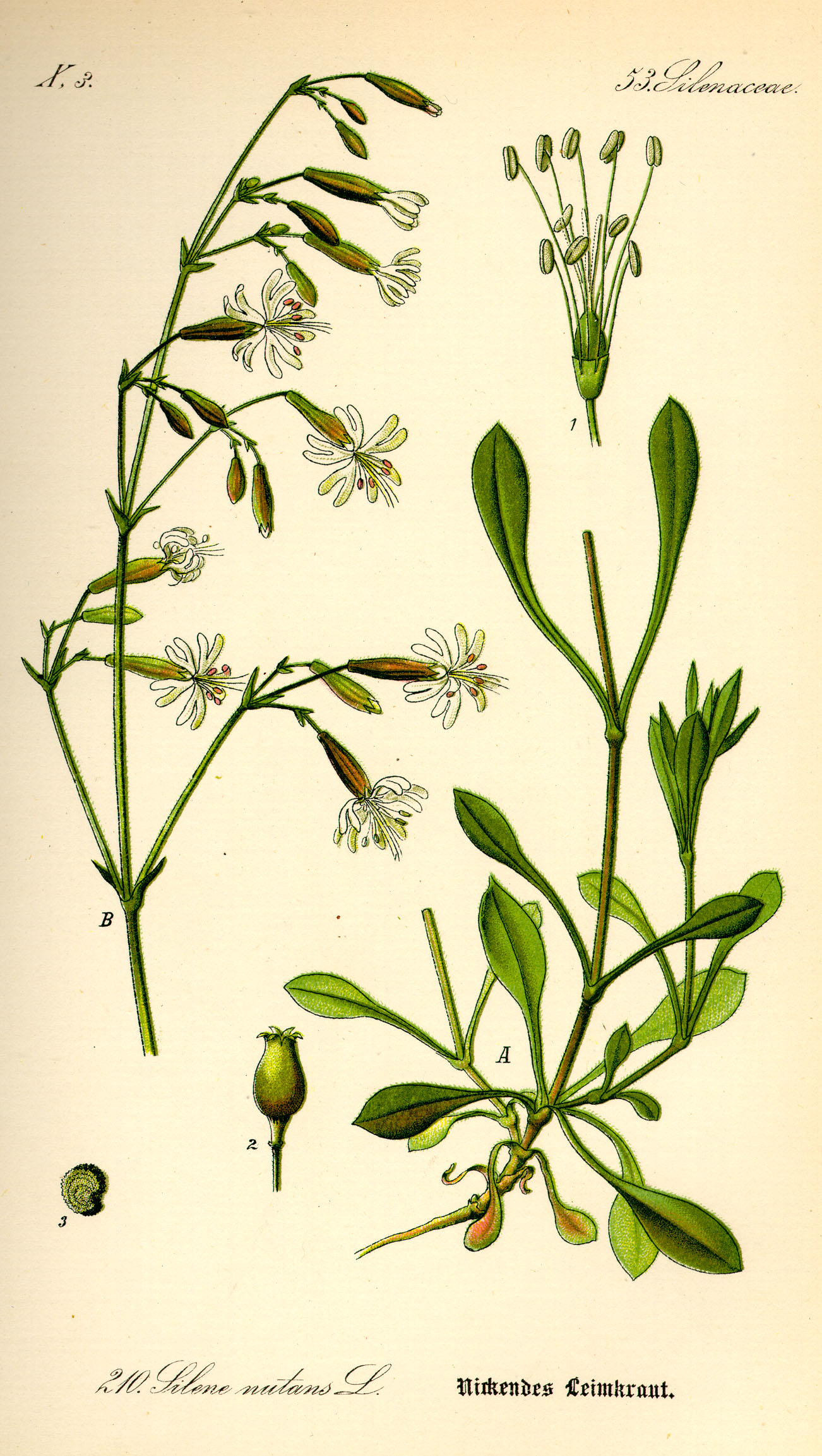
Ілюстрація